# Projeto Avogadro
O Projeto Avogadro foi um projeto científico cujo objetivo era a redefinição da unidade quilograma em função da constante de Avogadro. O trabalho, iniciado em 2004, foi uma cooperação internacional comandada pelo Instituto Nacional de Metrologia da Alemanha (em alemão:  Physikalisch-Technische Bundesanstalt, PIB) com outros diversos laboratórios de mediadas e o Bureau Internacional de Pesos e Medidas (em francês:  Bureau international des poids et mesures, BIPM), com o intuito de se adotar uma esfera de silício 93,6mm de diâmetro que apresente condições técnicas precisas o suficiente para ganhar o status de padrão para o quilograma. Devido a diversos problemas tecnicos foi abandonado em favor de uma constante de Planck.
Desde de 20 de maio de 2019 o quilograma é definido como o valor numérico fixo da constante de Planck h como sendo 6.626 070 15 × 10 −34 quando expresso na unidade J⋅s, que é igual a kg⋅m 2 ⋅s −1, onde o metro e o segundo são definidos em termos de c e Δ ν Cs. Até 2018, o quilograma foi a única unidade do SI baseada em um objeto físico. Para abandonar a dependência da medida a um objeto físico, a proposta foi transformar o quilograma em um conceito. A constante de Avogadro atualmente é definida como o número de átomos de carbono-12 presentes em 12g de átomos de carbono-12 puro. Esta definição está atrelada à definição de quilograma. A proposta inicial do projeto era medir com maior precisão a constante de Avogadro, fixá-la, e então usá-la para a redefinição do quilograma. O Bureau Internacional de Pesos e Medidas (em francês:  Bureau international des poids et mesures, BIPM) decidiu redefinir o quilograma em função da constante de Planck, usando uma balança de Watt. Assim, o projeto Avogadro servirá apenas para a redefinição da constante de Avogadro e uma medida complementar ao projeto que utiliza a balança de Watt.
O modo que se tentou fazer a redefinição da constante de Avogadro foi calcular o número de átomos em esferas ultra puras de Silício-28 monocristalino. O projeto criou duas esferas quase perfeitas de um quilograma de monocristal ultra puro de Silício-28 (Si-28). O diâmetro nominal de uma esfera de 1 quilograma de Silício-28 monocristalino puro é de 93,6mm. As esferas criadas têm variações no diâmetro de no máximo 60nm, e seu diâmetro foi medido com margem de erro inferior a 0,6nm. A pureza do Silício usado foi de 99,995%. A escolha do material da esfera deve-se às conhecidas propriedades do silício em relação ao crescimento de óxidos e à facilidade de se conseguir o material ultra puro devido à indústria de semicondutores.

## O mol, a constante de Avogadro e o quilograma
Atualmente, o quilograma e a constante de Avogadro são supostamente independentes. As quantidades Mol, constante de Avogadro, massa molar, e quilograma são definidas como:
- O mol, símbolo mol, é definido como a quantidade de substância presente em um sistema que contém um número de entidades elementares igual ao número de átomos de Carbono-12 em seu estado fundamental que há em 0,012 kg de carbono-12 puro;
- A constante de Avogadro, símbolo NA, é definida como o número de entidades elementares presentes em um mol;
- A massa molar de X, símbolo m(X), é a massa de um mol de X;
- O quilograma, símbolo kg, é uma quantidade de massa igual à massa do protótipo internacional do quilograma.

Decorre dessas definições que a massa molar do Carbono-12 é exatamente 0,012kg.mol−1. Observa-se que se existir um valor exato para NA, pode-se obter o valor de um quilograma exatamente a partir da seguinte relação:
{\displaystyle 1kg={\frac {N_{\rm {A}}m(^{12}C)mol}{0,012}}}.
Portanto, o quilograma e a constante de Avogadro da forma que atualmente são concebidos não podem ser independentemente definidos.
O número de Avogadro será determinado basicamente pela seguinte equação, usando os parâmetros medidos nas esferas construidas:
{\displaystyle {N_{\rm {A}}}={\frac {nM}{\rho a^{3}}}},
na qual n representa o número de átomos por célula unitária (que seria igual a 8 no caso ideal), M a massa molar da amostra e {\displaystyle \rho } a densidade da amostra.

## Etapas
Para se poder aplicar a equação proposta foram criadas duas esferas quase perfeitas de Silício ultra puro. O formato esférico foi escolhido por ter suas propriedades de volume e área determinadas por um único parâmetro. As esferas foram esculpidas no Centro Australiano de Ótica de precisão. Ao polir as esferas, ocorreu uma contaminação por silicetos. Essa contaminação pode ter sido a causa do insucesso do projeto.
Os parâmetros de rede, a massa molar, a densidade e número de átomos por célula unitária em um cristal real são afetados por diversos fatores como defeitos pontuais, vacâncias, temperatura e pressão, por exemplo. Portanto, as massas, superfícies, formas geométricas, defeitos e impurezas foram cuidadosamente analisadas com altíssima precisão em várias etapas por diversas técnicas distintas.

### Seleção do material e crescimento
A etapa inicial da criação das esferas é o enriquecimento isotópico do Silício feito a partir da centrifugação do gás Tetrafluoreto de silício SiF4. Posteriormente foi feita a conversão do gás de Silício enriquecido em SiH4. E, então, foi feito o crescimento do Silício policristalino a partir da técnica de deposição química de vapor. Estas etapas foram feitas na Rússia. A pureza isotópica do material medida por espectroscopia de massa em dois diferentes institutos, um na China e outro na Rússia, usando técnicas diferentes é 99,995%. O crescimento da amostra de Silício monocristalino de 5kg foi feito no Leibniz-Institut für Kristallzüchtung em Berlin.

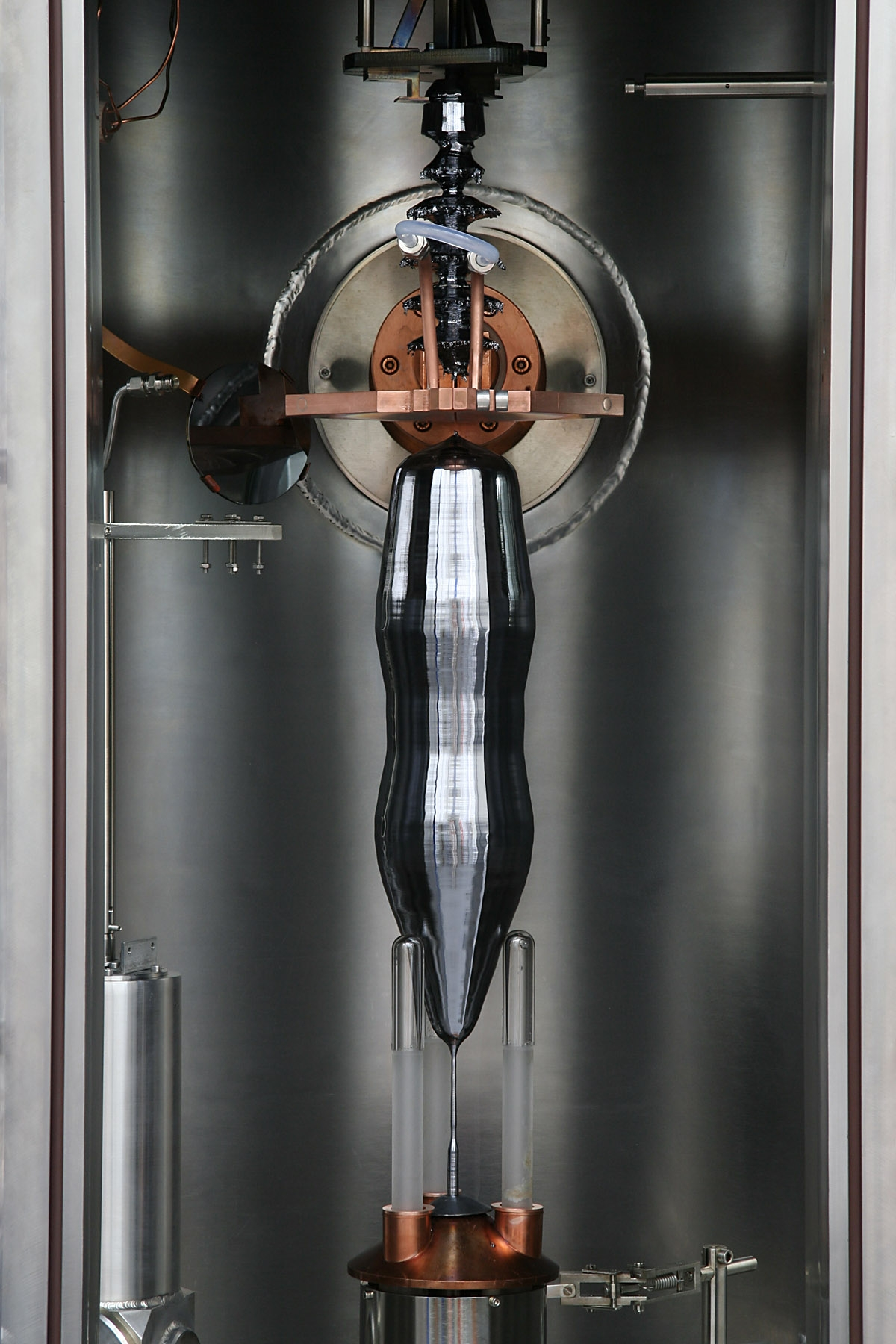
Cristal sendo moldado em duas esferas - SFU PAMR

### Defeitos pontuais
Concentrações de defeitos intersticiais e vacâncias foram inferidas através de amostras de diversos pontos do material da confecção das esferas. Foi interpolado um perfil de defeitos ao longo do material. 
Não foi detectada a presença de Hidrogênio com concentração maior ao limite de detecção da técnica de espectroscopia de transientes de níveis profundos. As quantidades de carbono, boro e oxigênio foram medidas por espectroscopia de infravermelho. Já a concentração de vacâncias foi medida por espectroscopia de vida média de pósitrons. O número de vacâncias obtido foi Nv=3,3x1014cm-3 o que é comparável ao número encontrado em silício natural. Com o uso da técnica de tomografia por espalhamento de laser, foi possível verificar que não há espaços vazios maiores que 30nm. Esse limite é dado pela própria técnica de detecção. O efeito que a presença defeitos pontuais causam no comprimento do parâmetro de rede do silício foi estudado em amostras com altas concentrações de cada um dos contaminantes. Assim, usando interpolação polinomial, o parâmetro de rede foi ajustado de acordo com o perfil de concentração de cada defeito.

### Massa Molar
A massa molar do monocristal de silício também foi determinada via amostras retiradas na etapa de esculpimento. As medidas de massa molar foram feitas no Institute for Reference Materials and Measurements e no Physikalisch-Technische Bundesanstalt. O método usado em ambos laboratórios foi espectroscopia de massa de gás (GMS). As incertezas relativas nos resultados são inferiores à 10-8 no entanto os resultados não coincidem. Essa diferença é atribuída à forma de preparação química das amostras. No Institute for Reference Materials and Measurements (IRMM) as amostras foram dissolvidas com HF enquanto que no Physikalisch-Technische Bundesanstalt (PTB) foi usado NaOH. No PTB, o espectrômetro foi calibrado usando silício natural e dois cristais de silício enriquecidos com isótopos de Si-29 e Si-30. A calibração realizada no PTB diferentemente da realizada no IRMM considerava a contaminação com silício natural no espectrômetro. Análise posteriores concluíram que inserindo uma correção teórica na contaminação por silício natural no espectrômetro a medida feita no IRMM estaria compatível com a medida do PTB. No entanto, o valor da massa molar usado no final do projeto foi o obtido pelo PTB.

### Parâmetro de rede
As medidas de parâmetro de rede e densidade devem ser realizadas na mesma temperatura. Deve-se também levar em conta o gradiente de temperatura nas esferas. Portanto, o controle da temperatura é um fator fundamental. As medidas dos parâmetros de rede e densidade foram realizadas com incertezas de temperatura da ordem de 1mK no máximo. O INRIM Istituto nazionale di ricerca metrologica, usando interferometria ótica combinada com interferometria de raios-X, mediu o espaçamento dos planos {200} do silício, e depois usou esse valor para determinar o parâmetro de rede. A família de planos {200} foi escolhida por ser um das mais reflexivas. Novamente, levou-se em conta o perfil de impurezas e defeitos nos cálculos do parâmetro de rede. Essa medida foi muito constante ao longo de todo material portanto corrobora com a ideia de homogeneidade do cristal. Medidas adicionais no NIST e no NMIJ usando difração de raios-x concordam com os resultados obtidos. Os resultados obtidos não diferem também dos previstos via um modelo levando em conta as correções do parâmetro de rede devido às impurezas.

### Superfície
A espessura e a composição e massa da camada de superfície foram analisadas usando uma série de métodos. Nesta parte, se encontrou uma contaminação inesperada por Cobre e Níquel e por silicetos. A camada de superfície foi analisada por um modelo que supõe quatro sub-camadas que podem ser caracterizadas por diferentes métodos. A correta caracterização da superfície tem papel fundamental no projeto, pois, além de envolver mudanças na massa e quantidades de defeitos da esfera, altera as propriedades óticas do material que foram usadas na caracterização de outras quantidades, como o parâmetro de rede e volume. O limite inferior da incerteza total do projeto é creditado às alterações das propriedades óticas devidos às contaminações na superfície. 
A massa, composição química e espessura foram analisadas utilizando Fluorescência de Raios-X (XRF), espectroscopia de estrutura fina de absorção de raios-x (XANES), reflexão de raios-x (XRR) e espectroscopia de fotoelétrons excitados (XPS) todas em alto vácuo.

### Volume
O volume das esferas medido por dois interferômetros óticos diferentes sitiados no Japão e na Alemanha. As medidas dos diâmetros foram gravadas em câmeras de alta mobilidade que circundavam toda esfera. Assim, foram feitos levantamentos topográficos das esferas que mostram que a distância do vale mais profundo ao pico mais alto é de apenas 97nm. Em cada um dos institutos, mediram-se centenas de diâmetros. As medidas feitas no Japão e na Alemanha apresentam ótima concordância. Nas medidas de volume, foram consideradas os gradientes de temperatura nas esferas causados pelo interferometria bem como a algumas alterações nas propriedades óticas causadas pelas impurezas nas superfícies. O fator determinante na incerteza foi a alteração das propriedades óticas causadas pela contaminação da superfície.

### Massa
As massas das esferas foram comparadas com as cópias do protótipo internacional do quilograma em três diferentes institutos. As comparações foram feitas em câmeras de vácuo. Foi necessário levar em conta fenômenos de dessorção nas cópias de protótipo internacional de quilograma. Nessas medidas se pode perceber que todas estão dentro do limite de acurácia de 5µg. Com as medidas de massa das esferas, se calculou as massas do silício monocristalino puro, retirando-se as massas da superfície e dos defeitos pontuais. A massa do núcleo cristalino de silício foi determinada subtraindo da massa total da esfera, as massas da superfície e dos contaminantes. Também se acrescentou a este valor uma massa que corresponde à massa que dos átomos de silício colocados em um perfil de concentração igual perfil de vacâncias medido.

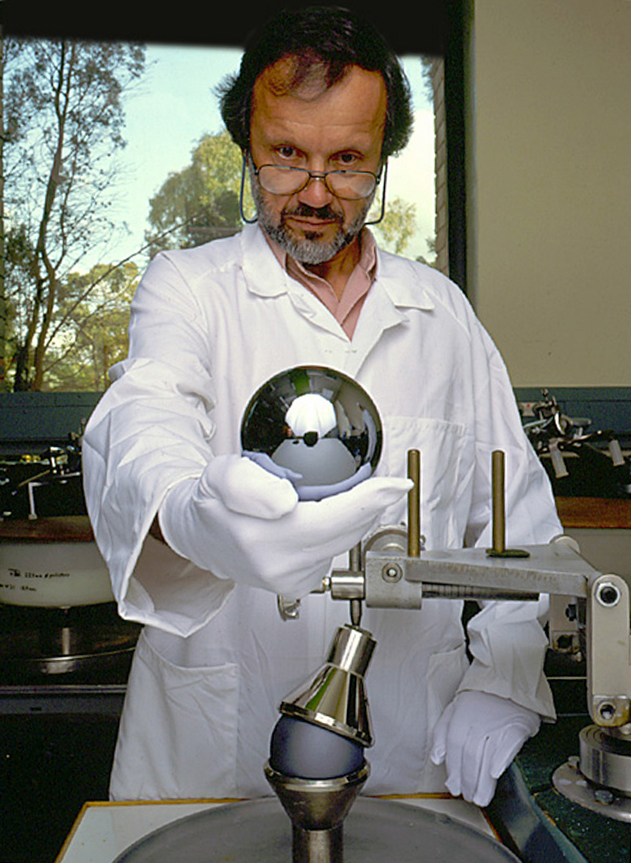
Esfera em etapa já avançada

### Densidade
A densidade é calculada levando em conta o diâmetro do silício monocristalino do núcle do esfera, a espessura da camada de superfície e a massa de toda a esfera. Novamente as medidas foram feitas no PTB e NMIJ. O método usado foi o de pressão de flutuação, no qual se coloca o objeto com densidade a medir em uma coluna de um fluido padrão e variam a temperatura e a pressão de fluido padrão para alterar sua densidade. Quando o objeto medido tem a mesma densidade do fluido padrão o equilíbrio é atingido. Uma nova técnica de calibração desse método foi desenvolvida durante esse trabalho, permitindo determinar a densidade de cada esfera com incerteza relativa da ordem de 10-6.

## Lista de participantes
Fazem parte do projeto as instituições:
- Physikalisch-Technische Bundesanstalt;
- Escritório Internacional de Pesos e Medidas;
- Istituto nazionale di ricerca metrologica;
- Institute for Reference Materials and Measurements;
- National Institute of Standards and Technology
- National Measurement Institute;
- Instituto Nacional de Metrologia do Japão (em japonês:  計測標準研究部門, NMIJ);
- National Physical Laboratory;
- Centro Australiano de Ótica de Precisão (em inglês:  Australian Centre for Precision Optics, ACPO);

## Resultados
Os resultado obtido para as duas esferas difere apenas em 35(37)x10-9NA. Ao final, realizando a média ponderando suas incertezas relativas, determinou-se o valor como:
{\displaystyle N_{A}=6,02214082(18)x10^{23}mol^{-1}}
com uma incerteza relativa associada de 3x10-8. O valor da incerteza é o menor já obtido para essa constante, no entanto é uma vez e meia maior ao valor acordado como suficientemente baixo para redefinir o quilograma. A tabela abaixo mostra as incertezas relativas e as contribuições a incerteza total na medida das grandezas medidas.
| Quantidade           | Incerteza Relativa(10-9) | Contribuição(%) |
| -------------------- | ------------------------ | --------------- |
| Massa Molar          | 6                        | 4               |
| Massa da Esfera      | 3                        | 1               |
| Superfície           | 15                       | 24              |
| Volume               | 23                       | 57              |
| Parâmetro de Rede    | 11                       | 13              |
| Perfeição Cristalina | 3                        | 1               |

Embora o objetivo inicial não tenha sido atingido, o projeto forneceu um valor muito preciso para a constante de Avogadro. Este valor é útil para comparações de medidas da constante de Planck molar hNA cujo um valor conhecido através da constante de Rydberg, por medidas espectroscópicas. As medidas da constante de Rydberg apresentam uma incerteza experimental relativa de menos de 7 partes por trilhão. Assim, é possível obter um valor independente da constante de Planck. 